# María de Villota
María de Villota Comba (Madrid, 13 de janeiro de 1979 — Sevilha, 11 de outubro de 2013) foi uma automobilista espanhola. Era filha do ex-piloto de Fórmula 1 Emilio de Villota e irmã de Emilio de Villota Jr., que competiu pela Fórmula Palmer Audi.
Competiu na Superleague Fórmula entre 2009 e 2011, juntando-se à equipe Marussia de Fórmula 1 a partir de 2012. No dia 3 de julho de 2012, porém, sofreu um grave acidente enquanto realizava os testes pela equipe, que lhe resultaram graves ferimentos na cabeça e a perda de seu olho direito.

## Carreira
Iniciou sua carreira no kart aos 16 anos e posteriormente entrou, junto com seu irmão Emilio, no programa de seleção de Jovens Pilotos da Movistar para competirem na Fórmula Toyota Castrol. De 1999 a 2005, competiu em monopostos no Campeonato Espanhol de Fórmula 3, ficando em terceiro lugar no pódio durante uma corrida em 2007, na categoria ADAC Procar Series. Em Agosto de 2009, assinou com o Atlético de Madrid para correr nas temporadas de 2009, 2010, e 2011 da Superleague Fórmula.
Com o fim da Superleague Fórmula em 2011, foi convidada pela equipe Renault para participar de testes, incluindo uma participação no Circuito de Paul Ricard no mesmo ano. Em março de 2012, passou a atuar como piloto de testes para a Marussia F1 Team.

### Acidente
No dia 3 de julho de 2012, Villota envolveu-se em um grave acidente durante os testes da equipe no aeródromo de Duxford, próximo a Cambridge. Segundo relatos, ela colidiu com um caminhão da equipe estacionado na pista, aparentemente devido ao sistema anti-estol do veículo. Seu resgate levou cerca de uma hora, e ela foi encaminhada ao hospital com graves ferimentos no rosto e na cabeça, onde foi submetida a uma cirurgia craniana que resultou na perda de seu olho direito.

### Pós-acidente
Após sua recuperação, Villota passou a se dedicar a seminários e campanhas de promoção à segurança viária, além de iniciativas de conscientização sobre violência contra a mulher. Neste período, ela fundou uma rede de apoio para crianças com doenças neuromusculares e mitocondriais.
Em 2013, Villota foi nomeada para um cargo no Supremo Conselho do Real Automóvil Club de España, ligado à FIA e especializado em segurança e assistência aos motoristas nas estradas. No mesmo ano, ela foi contratada pela emissora espanhola TV Antena 3 para cobrir as provas de Fórmula 1, e participar de uma sessão pré-corrida discutindo temas relacionados à segurança dos pilotos.

## Morte
Na manhã do dia 11 de outubro de 2013, Villota foi encontrada sem vida em seu quarto de hotel em Sevilha. Na mesma semana, ela participaria de um seminário onde lançaria sua autobiografia "A vida é um presente", que acabou lançada postumamente três dias após seu falecimento. De acordo com a polícia, sua autópsia revelou que seu falecimento ocorreu por causas naturais. Posteriormente, sua família através de um legista, comunicou que sua morte foi ocasionada pela “sequência de lesões neurológicas” em decorrência de seu acidente. Após a notícia, automobilistas internacionais incluindo os brasileiros Emerson Fittipaldi e Felipe Massa, utilizaram a internet para dar condolências aos familiares da espanhola. Entre os mais abalados, estava o piloto espanhol Fernando Alonso.
Em 2015, um relatório do Health and Safety Executive (HSE), responsável pela saúde e segurança do trabalho na Inglaterra, revelou que, embora a equipe não fosse considerada responsável, sabe-se que a piloto não recebeu instruções sobre como parar o carro nos boxes, nem sobre outros sistemas.

## Resultados na carreira

### Superleague Fórmula

#### 2009
(Negrito indica que o piloto partiu da pole position) (Itálico indica que o piloto fez a volta mais rápida)
|  |  |  |  |  |  | 14 | 13 | 14 | 10 | 17 | 7 |

#### Resultados em Super Final em 2009
- Em 2009 os pontos em Super-Final não contaram para o campeonato.

| Ano  | Clube                                  | 1   | 2       | 3   | 4       | 5       | 6       |
| ---- | -------------------------------------- | --- | ------- | --- | ------- | ------- | ------- |
| 2009 | Atlético de Madrid Alan Docking Racing | MAG | ZOL N/A | DON | EST DNQ | MOZ N/A | JAR DNQ |

## Autobiografia
- La Vida es un Regalo[18] (A Vida é um Presente)